# Independence, Iowa
Independence är en stad (city) i Buchanan County, i delstaten Iowa, USA. Enligt United States Census Bureau har staden en folkmängd på 5 957 invånare (2011) och en landarea på 15,7 km². Independence är huvudort i Buchanan County.